# Itoplectis
Itoplectis is een geslacht van insecten uit de orde vliesvleugeligen (Hymenoptera) en de familie Ichneumonidae.

## Soorten
- I. alternans (Gravenhorst, 1829)
- I. aterrima Jussila, 1965
- I. clavicornis (Thomson, 1889)
- I. curticauda (Kriechbaumer, 1887)
- I. enslini (Ulbricht, 1911)
- I. insignis Perkins, 1957
- I. insularis Hellen, 1949
- I. maculator (Fabricius, 1775)
- I. melanocephala (Gravenhorst, 1829)
- I. quadricingulata (Provancher, 1880)
- I. tunetana (Schmiedeknecht, 1914)
- I. viduata (Gravenhorst, 1829)